# Jeanne Lanternier
Jeanne Lanternier, née le 20 novembre 1820 au Chatley, fut une esclave concubine puis l'une des épouses de Mohammed ben Abderrahmane, sultan du Maroc,.

## Biographie
Originaire du Val-d'Amour ses parents sont Sophie et Jean Lanternier, son père était cardeur de chanvre. En 1832, à l’âge de 12 ans elle émigre en compagnie de ses parents en Algérie, la famille Lanternier fait partie des pionniers qui s'installent dans le premier village créé par la France, Dély-Ibrahim. Jeanne avait appris l'arabe avec facilité et s'exprimait presque couramment dans le dialecte algérien. Quatre ans plus tard, le 3 juin 1836, rentrant des champs, Jeanne accompagnée de ses parents et de son frère Déziré sont capturés par des maraudeurs Hadjoutes, qui livrent Jeanne et sa mère en otage à Abd el-Kader, tandis que son père fut dirigé sur Mascara. Durant cet épisode son frère, âgé de dix-sept ans, mortelement blessé, succomba à ses blessures après avoir été transporté à l'hôpital. L'émir offre en esclave l'adolescente de quinze ans à son ami le sultan du Maroc Abderrahmane ben Hicham. Celui-ci l'offre à son fils Mohammed ben Abderrahmane.   
Jeanne se convertit à l'islam au moment de son entrée au harem en tant qu'esclave concubine et prit le nom de Dagia. Elle devint rapidement l'épouse de ce dernier, leurs noces furent célébrées a Fès en 1837, et de cet acte affranchie en même temps. Son père expirait de misère et de chagrin peu de temps après à Miliana, juste avant d'être libéré,. Jeanne vivra ensuite au Palais royale de Marrakech. C'est là-bas qu'elle entra en relation avec Dessaultry, un renégat, devenu le confident et le directeur des travaux publics des sultans.  
Peu après la défaite de Sidi Mohammed par le maréchal Bugeaud, durant la bataille d'Isly du 14 août 1844, Jeanne mit au monde un fils. Le couple aurait eu deux fils.
Sidi Mohammed aurait permis a Jeanne de renouer avec sa famille. Elle profite de l'exposition universelle de 1855 en France, pour faire un passage dans son village natal la même année,. Elle serait venue en  pèlerinage à Chissey.
À son retour, des querelles de nature mal définie conduisent à son décès par empoisonnement, de même que ses deux fils. Son enpoisonement aurait vraisemblablement eu lieu à cause d'intrigues de harem. 
Jeanne mourut entourée d'honneurs et fut enterrée sous les roses dans les jardins du palais de Marrakech. Quatre ans après, en 1859, son mari, Sidi Mohammed monta sur le trône du Maroc.